# Hrabstwo Smith (Missisipi)
Hrabstwo Smith (ang. Smith County) – hrabstwo w stanie Missisipi w Stanach Zjednoczonych. Obszar całkowity hrabstwa obejmuje powierzchnię 637,27 mil² (1650,52 km²). Według szacunków United States Census Bureau w roku 2009 miało 15 826 mieszkańców.
Hrabstwo powstało w 1833 roku.
Hrabstwo należy do nielicznych hrabstw w Stanach Zjednoczonych należących do tzw. dry county, czyli hrabstw gdzie decyzją lokalnych władz obowiązuje całkowita prohibicja.

## Miejscowości

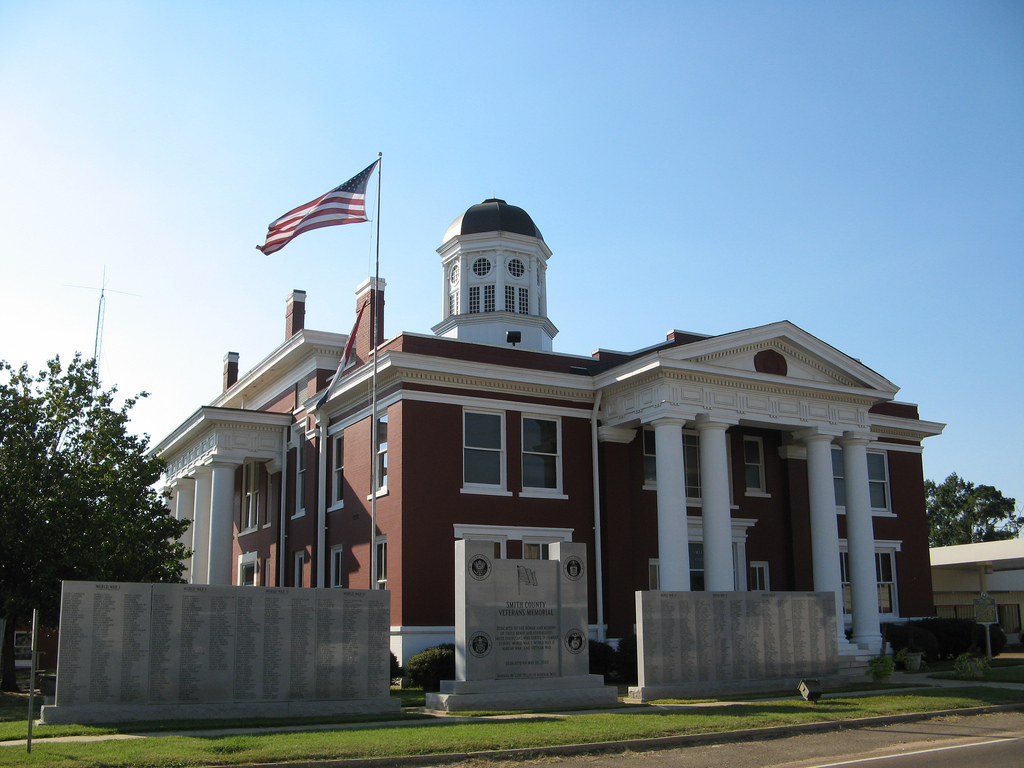
Budynek administracji hrabstwa (courthouse) w Raleigh

- Mize
- Polkville
- Raleigh
- Sylvarena (wieś)
- Taylorsville[6]

| Populacja hrabstwa w poprzednich latach | Populacja hrabstwa w poprzednich latach |
| Rok                                     | Liczba ludności                         |
| --------------------------------------- | --------------------------------------- |
| 1980                                    | 15 027                                  |
| 1990                                    | 14 798                                  |
| 2000                                    | 16 182                                  |
| 2005                                    | 16 058                                  |